# العكيرشي (الرقة)
العكيرشي قرية سورية تتبع ناحية السبخة في منطقة مركز الرقة في محافظة الرقة. بلغ عدد سكانها 4304 نسمة في عام 2004 حسب إحصاء المكتب المركزي للإحصاء.